# Tagora khasiana
Tagora khasiana är en fjärilsart som beskrevs av Moore 1879. Tagora khasiana ingår i släktet Tagora och familjen Eupterotidae. Inga underarter finns listade i Catalogue of Life.